# Libia na Letnich Igrzyskach Olimpijskich 1968
Libię na Letnich Igrzyskach Olimpijskich 1968 reprezentował jeden zawodnik. Był to drugi start reprezentacji Libii na letnich igrzyskach olimpijskich.
Mohamed Asswai Khalifa wystartował w biegu na 400 m przez płotki odpadając w eliminacjach.